# Joseph Elmer Ritter
Joseph Elmer Ritter (New Albany, 20 de julho de 1892 - Saint Louis, 10 de junho de 1967) foi um prelado católico americano que serviu como Arcebispo de Saint Louis de 1946 até sua morte em 1967. Foi criado cardeal em 1961. Anteriormente, serviu como bispo auxiliar (1933-1934), bispo e, posteriormente, Arcebispo de Indianápolis (1934-1946). Ritter foi um dos cardeais eleitores que participaram do conclave papal de 1963.

## Vida
Joseph Elmer Ritter nasceu em 20 de julho de 1892 em New Albany, Indiana, filho de Nickolas e Bertha (nascido Luetta) Ritter. Depois de estudar em St. Meinard Seminário que recebeu em 30 de maio de 1917 pelo Bispo Joseph Chartrand para os Diocese de Indianapolis , a ordenação . Até 1933 ele trabalhou no cuidado pastoral, depois como reitor na catedral inacabada de São Pedro e São Paulo.
Em 3 de fevereiro de 1933, Cavaleiro do Papa Pio XI. nomeado bispo auxiliar em Indianápolis e bispo titular de Hipopótamos . A consagração episcopal que o Bispo Chartrand lhe deu em 28 de março; Os co-consagradores foram o bispo de Nashville , Alphonse John Smith e o bispo de Corpus Christi , Emmanuel Boleslaus Ledvina., Um ano depois, em 24 de março de 1934, Ritter sucedeu a sucessão de Chartrand como bispo de Indianápolis. Durante seu mandato, ele reorganizou a Caritas Católica, fundou uma organização juvenil católica e completou a construção da catedral. Ele lutou contra a discriminação racial, integrando grupos étnicos nas escolas da igreja, apesar da resistência dos nativos brancos. Em 11 de novembro de 1944, a diocese de Indianápolis foi elevada a arcebispo e arcebispo nomeado arcebispo.
Papa Pio XII. cavaleiros nomeados em 20 de julho de 1946 o 4º Arcebispo de St. Louis . Embora não tenha sido tão eloqüente quanto seu antecessor, o cardeal John Glennon , ele sabia conduzir muito bem sua diocese e estabelecer seu próprio sotaque, como a luta contra a discriminação racial. Em 1947, ele anunciou que a segregação nas escolas da igreja seria abolida. Como resultado, alguns católicos tentaram processar os cavaleiros, mas quando Ritter apontou que uma ação judicial contra um bispo em um tribunal secular levaria automaticamente à excomunhãochumbo, eles retiraram sua carga novamente. Ritter foi o primeiro bispo a organizar uma missão diocesana em La Paz, Bolívia. A maioria das missões ele transferiu a Ordem e a população apoiou as missões com doações.
Em 16 de janeiro de 1961, o Arcebispo Cavaleiro do Papa João XXIII. o cardeal criado e Cardinal Sacerdote da Via Merulana Santissimo Redentore e Santo Afonso nomeado. O cardeal Ritter participou das reuniões do Concílio Vaticano II (1962-1965). Ele protestou no conselho contra a cúria e contra a proposta sobre a revelação do cardeal Ottaviani, Em seu retorno a São Luís, alguns católicos esperavam que ele reformasse as estruturas administrativas existentes e desse aos sacerdotes e leigos na liderança diocesana um papel maior, conforme recomendado pelo Conselho. Mas antes que ele pudesse realizar as reformas, ele morreu em 10 de junho de 1967 com a idade de 74 anos das conseqüências de um ataque cardíaco.